# Lucien Bianchi
Luciano Bianchi, mais conhecido como Lucien Bianchi (Milão, 10 de novembro de 1934 – Le Mans, 30 de março de 1969) foi um automobilista belga nascido na Itália. Participou de provas pontuais na Fórmula 1 entre 1959 e 1968, venceu os 500 Km de Nurburgring em 1965 e as 24 Horas de Le Mans de 1968. Era irmão do também piloto Mauro Bianchi e tio-avô do ex-F1 Jules Bianchi.

## Carreira
Bianchi começou a carreira automobilística em 1951, ao competir em rallys. Ele venceu o Tour de France por três anos consecutivos, entre 1957 e 1959. Correu na Fórmula 1 entre 1959 e 1963 na Ecurie Nationale Belge, fazendo participações nas temporadas de 1965 e 1968, seu último ano na categoria. Além da ENB, também representou as equipes UDT Laystall, Reg Parnell, Scuderia Centro Sud e Cooper. Sua corrida inaugural teria sido o GP de Mônaco de 1959, mas por conta da regra que estipulava que apenas 16 carros poderiam largar no principado na época, Bianchi não conseguiu se classificar. Pontuou pela primeira vez ao terminar em sexto lugar no GP da Bélgica de 1960. Em 1968, obteve seu melhor resultado da carreira ao conquistar o terceiro lugar no GP de Mônaco, seu primeiro e único pódio. Nesse mesmo ano, voltou a pontuar na Bélgica, mas não conseguiu repetir os resultados nas etapas seguintes, fechando o ano na décima sétima posição, com cinco pontos. Ao longo de sua carreira na F1, Bianchi disputou 19 corridas, conquistou um pódio e marcou seis pontos no total.
Bianchi também fez carreira nas corridas de resistência. Venceu as 12 Horas de Sebring de 1962 com o sueco Jo Bonnier ao volante de um Ford GT40. Juntamente com seu irmão Mauro, venceu os 500 Km de Nurburgring em 1965 com um Alpine M65. Ele participou de todas as edições das 24 Horas de Le Mans entre 1956 a 1968. Venceu na classe S 2.0 em 1957, na classe GT 3.0 em 1964, e em 1968, sua última participação, obteve sua primeira vitória geral ao lado do mexicano Pedro Rodríguez.
Bianchi morreu prematuramente em 1969, ao sofrer um violento acidente quando o Alfa Romeo T33, carro que ele testava para as 24 Horas de Le Mans, bateu em um poste telegráfico, se incendiando em seguida.
Em sua homenagem, uma das curvas do Circuito de Zolder, na Bélgica, foi rebatizada com seu nome.

## Vida Pessoal
Lucien nasceu em Milão, na Itália, mas em 1946 se mudou para Bruxelas, na Bélgica, quando ainda era criança. Além de adotar a nacionalidade belga, alterou a grafia de seu nome de Luciano para Lucien. Seu pai, Roberto Bianchi, era mecânico de corrida e costumava trabalhar para a Alfa Romeo antes da Segunda Guerra Mundial.
Lucien possuía um irmão mais novo, Mauro, que também pilotava profissionalmente. Mauro venceu o Grande Prêmio de Macau de 1966, venceu os 500 Km de Nurburgring de 1965 ao lado de seu irmão, e venceu as 24 Horas de Le Mans de 1967 na classe de protótipos. A carreira automobilística de Mauro teve fim após um acidente em 1968, e a posterior morte de seu irmão mais velho.
Jules Bianchi, neto de Mauro e sobrinho-neto de Lucien, correu na GP2 Series - atual Fórmula 2 - e chegou à Fórmula 1 em 2013, pela extinta equipe Marussia, substituindo o brasileiro Luiz Razia, dispensado ainda na pré-temporada por falta de patrocínio. Jules morreu em julho de 2015, aos 25 anos de idade, vítima dos ferimentos causados em sua cabeça, em acidente ocorrido durante o GP do Japão de 2014.

## Resultados

### Resultados completos nas 24 Horas de Le Mans
| Ano    | Equipe                           | Co-Pilotos          | Carro              | Classe | Voltas | C.G. | P.C. |
| ------ | -------------------------------- | ------------------- | ------------------ | ------ | ------ | ---- | ---- |
| 1956   | Equipe Nationale Belge           | Alain de Changy     | Ferrari 500 TR     | S 2.0  | 76     | DNF  | DNF  |
| 1957   | Equipe Nationale Belge           | Georges Harris      | Ferrari 500 TRC    | S 2.0  | 288    | 7º   | 1º   |
| 1958   | Ecurie Francorchamps             | Willy Mairesse      | Ferrari 250 TR     | S 3.0  | 33     | DNF  | DNF  |
| 1959   | Equipe Nationale Belge           | Alain de Changy     | Ferrari 250 TR     | S 3.0  | 47     | DNF  | DNF  |
| 1960   | Equipe Nationale Belge           | Jean Blaton         | Ferrari 250 GT     | GT 3.0 | 29     | DNF  | DNF  |
| 1961   | Ecurie Francorchamps             | Georges Berger      | Ferrari 250 GT     | GT 3.0 | 60     | DNF  | DNF  |
| 1962   | Maserati France                  | Maurice Trintignant | Maserati Tipo 151  | E +3.0 | 152    | DNF  | DNF  |
| 1963   | David Brown                      | Phil Hill           | Aston Martin DP215 | P+3.0  | 29     | DNF  | DNF  |
| 1964   | Equipe Nationale Belge           | Jean Blaton         | Ferrari 250 GTO    | GT 3.0 | 333    | 5º   | 1º   |
| 1965   | Maranello Concessionaires Ltd.   | Michael Salmon      | Ferrari 250LM      | P 5.0  | 99     | DNF  | DNF  |
| 1966   | Holman & Moody                   | Mario Andretti      | Ford GT40 Mk.II    | P +5.0 | 97     | DNF  | DNF  |
| 1967   | Holman & Moody                   | Mario Andretti      | Ford GT40 Mk.IV    | P +5.0 | 188    | DNF  | DNF  |
| 1968   | J.W. Automotive Engineering Ltd. | Pedro Rodríguez     | Ford GT40          | S 5.0  | 331    | 1º   | 1º   |
| Fonte: |                                  |                     |                    |        |        |      |      |

### Resultados completos na Fórmula 1
(legenda) 
| Ano    | Nome Oficial             | Chassis     | Motor                  | 1        | 2         | 3         | 4         | 5         | 6         | 7         | 8         | 9   | 10       | 11       | 12        | Pontos | Posição  |
| ------ | ------------------------ | ----------- | ---------------------- | -------- | --------- | --------- | --------- | --------- | --------- | --------- | --------- | --- | -------- | -------- | --------- | ------ | -------- |
| 1959   | Equipe National Belge    | Cooper T51  | Climax FPF 1.5 L4      | MON NQ D | 500       | NED       | FRA       | GBR       | GER       | POR       | ITA       | USA |          |          |           | -      | -        |
| 1960   | Equipe National Belge    | Cooper T51  | Climax FPF 2.5 L4      | ARG      | MON       | 500       | NED       | BEL 6 D   |           |           |           |     |          |          |           | 1      | 24º      |
| 1960   | Fred Tuck Cars           | Cooper T51  | Climax FPF 2.5 L4      |          |           |           |           |           | FRA Ret D | GBR Ret D | POR       | ITA | USA      |          |           | 1      | 24º      |
| 1961   | Equipe National Belge    | Emeryson 61 | Maserati 6 1.5 L4      | MON NQ D | NED       |           |           |           |           |           |           |     |          |          |           | 0      | NC       |
| 1961   | Equipe National Belge    | Lotus 18    | Climax FPF 1.5 L4      |          |           | BEL Ret D |           |           |           |           |           |     |          |          |           | 0      | NC       |
| 1961   | UDT Laystall Racing Team | Lotus 18/21 | Climax FPF 1.5 L4      |          |           |           | FRA Ret D | GBR Ret D | GER       | ITA       | USA       |     |          |          |           | 0      | NC       |
| 1962   | Equipe National Belge    | Lotus 18/21 | Climax FPF 1.5 L4      | NED      | MON       | BEL 9 D   | FRA       | GBR       |           |           |           |     |          |          |           | 0      | NC (24º) |
| 1962   | Equipe National Belge    | ENB F1      | Maserati 6-1500 1.5 L4 |          |           |           |           |           | GER 16 D  | ITA       | USA       | RSA |          |          |           | 0      | NC (24º) |
| 1963   | Reg Parnell Racing       | Lola Mk4    | Climax FWMV 1.5 V8     | MON      | BEL Ret D | NED       | FRA       | GBR       | GER       | ITA       | USA       | MEX | RSA      |          |           | 0      | NC       |
| 1965   | Scuderia Centro Sud      | BRM P57     | BRM P56 1.5 V8         | RSA      | MON       | BEL 12 D  | FRA       | GBR       | NED       | GER       | ITA       | USA | MEX      |          |           | 0      | NC (28º) |
| 1968   | Cooper Car Company       | Cooper T86B | BRM P142 3.0 V12       | RSA      | ESP       | MON 3 F   | BEL 6 F   | NED Ret F | FRA       | GBR       | GER Ret F | ITA | CAN NC F | USA NC F | MEX Ret F | 5      | 17º      |
| Fonte: |                          |             |                        |          |           |           |           |           |           |           |           |     |          |          |           |        |          |

## Links
- Perfil de Lucien Bianchi